# Boukha

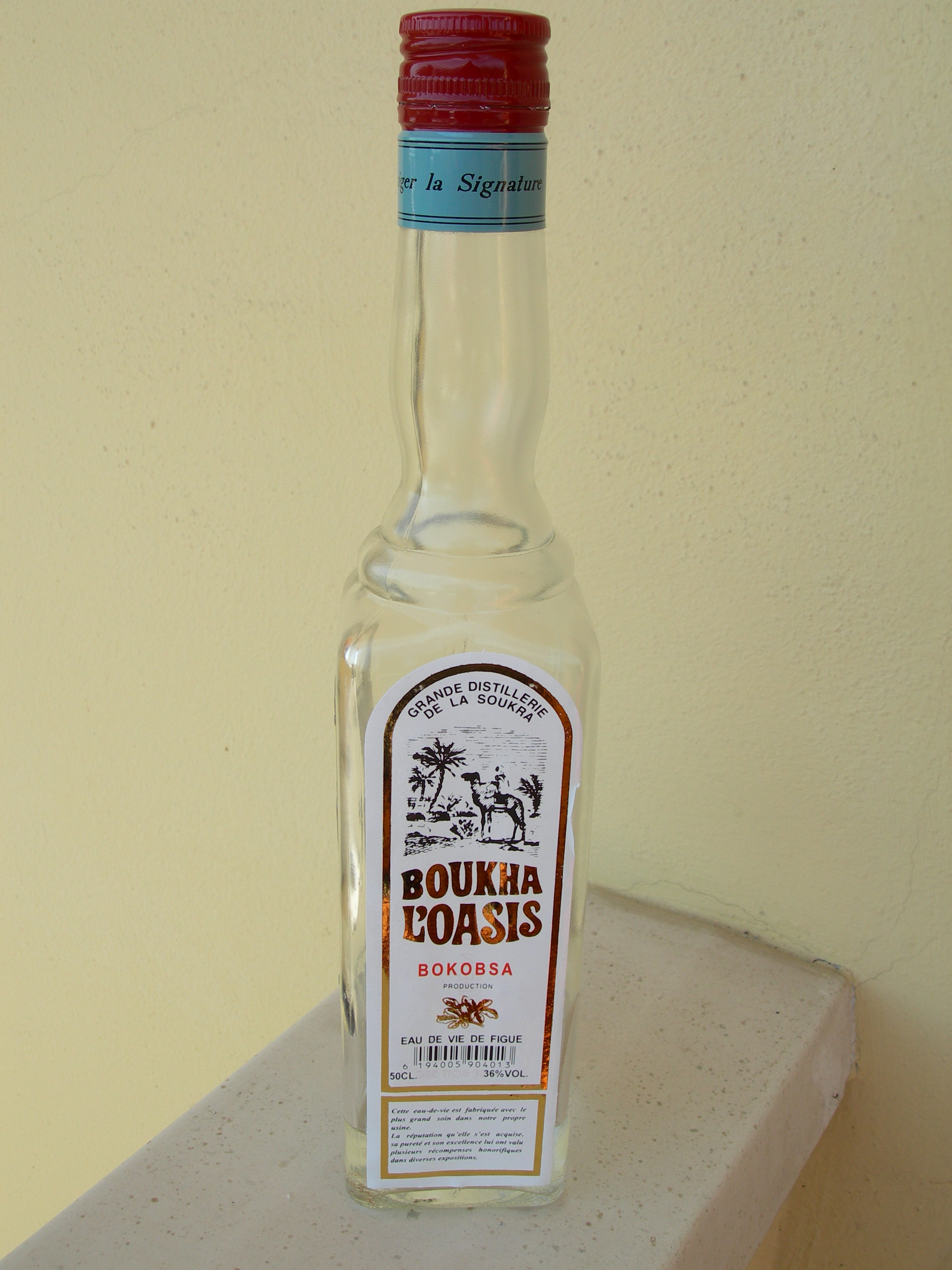
Boukha

Boukha är ett fikonbrännvin som sedan slutet av 1800-talet tillverkas i Tunisien. Den tunisiske juden Abraham Bokobsa utarbetade omkring 1880 den tillverkningsprocess som fortfarande används. Alkoholhalten ligger på 36 – 40 %. 
Boukha dricks som aperitif eller digestif, och används även som drinkingrediens och som smaksättning av fruktsallader. 